# Монона (Вісконсин)
Монона (англ. Monona) — місто (англ. city) в США, в окрузі Дейн штату Вісконсин. Населення — 8624 особи (2020).

## Географія
Монона розташована за координатами 43°3′14″ пн. ш. 89°20′1″ зх. д. / 43.05389° пн. ш. 89.33361° зх. д. (43.053873, -89.333513).  За даними Бюро перепису населення США в 2010 році місто мало площу 8,68 км², з яких 8,44 км² — суходіл та 0,24 км² — водойми.

## Демографія
Згідно з переписом 2010 року, у місті мешкали 7533 особи в 3777 домогосподарствах у складі 1925 родин. Густота населення становила 868 осіб/км².  Було 4088 помешкань (471/км²).
Расовий склад населення:
| - 92,5 % — білих - 2,8 % — чорних або афроамериканців - 1,4 % — азіатів - 0,5 % — корінних американців - 1,1 % — осіб інших рас |

До двох чи більше рас належало 1,7 %. Частка іспаномовних становила 3,1 % від усіх жителів.
За віковим діапазоном населення розподілялося таким чином: 16,9 % — особи молодші 18 років, 63,6 % — особи у віці 18—64 років, 19,5 % — особи у віці 65 років та старші. Медіана віку мешканця становила 45,9 року. На 100 осіб жіночої статі у місті припадало 91,3 чоловіків;  на 100 жінок у віці від 18 років та старших — 88,0 чоловіків також старших 18 років.
Середній дохід на одне домашнє господарство  становив 74 716 доларів США (медіана — 51 721), а середній дохід на одну сім'ю — 107 088 доларів (медіана — 85 430). Медіана доходів становила 55 000 доларів для чоловіків та 43 144 долари для жінок. За межею бідності перебувало 8,3 % осіб, у тому числі 1,3 % дітей у віці до 18 років та 7,8 % осіб у віці 65 років та старших.
Цивільне працевлаштоване населення становило 4134 особи. Основні галузі зайнятості: освіта, охорона здоров'я та соціальна допомога — 24,1 %, фінанси, страхування та нерухомість — 12,7 %, науковці, спеціалісти, менеджери — 12,1 %.